# 杜布森望遠鏡

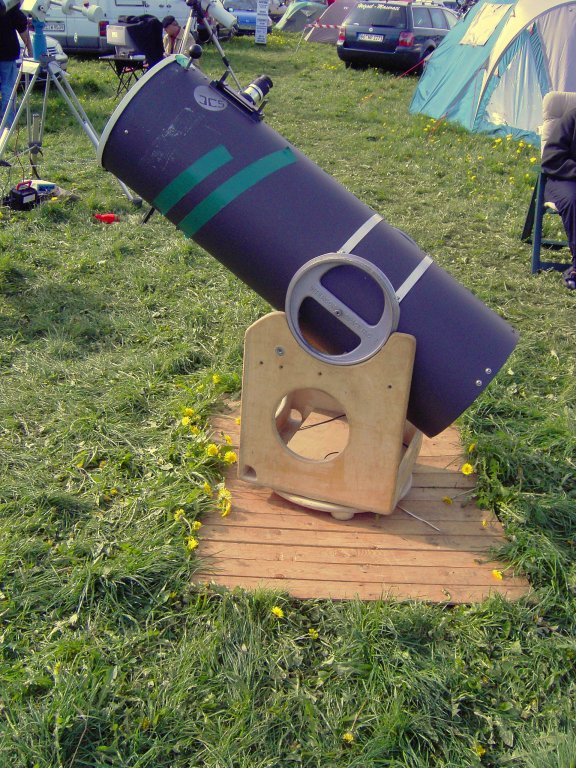
道布森望遠鏡

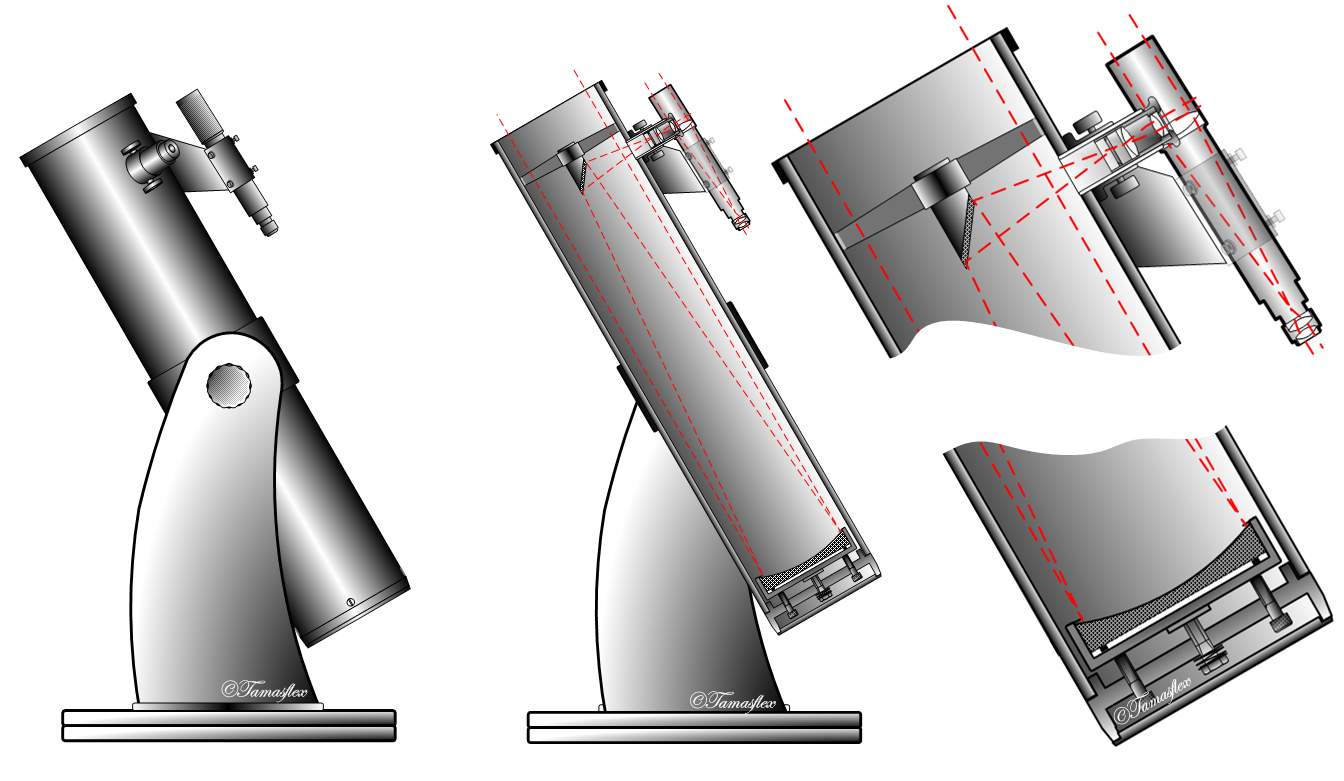
道布森望遠鏡

道布森望遠鏡特指一種利用簡單經緯儀 (天文)承托的反射望遠鏡，外形與大炮相似，由美國天文愛好者約翰·道布森於1950年代開始製作，在1980年代被廣泛提倡藉以普及天文學。由於成本低廉，結構簡單堅固且方便攜帶，因此十分適合天文愛好者自行製作。
原則上，道布森望遠鏡沒有限制望遠鏡的光學設計，但一般均為牛頓式反射望遠鏡，口徑由10厘米至超過1米的均有。大型的道布森望遠鏡為了減輕重量，不少採用桁架式設計。這種望遠鏡一般沒有安裝追蹤裝置，因此主要用於目視觀測，其光學面多為拋物面，焦比可至F4-F6，聚光力較強，尤其適合於低倍的深空天體觀測。不過，亦有人為此類望遠鏡加裝跟踪系統，用作高倍行星觀測或行星攝影及月面攝影。